# Urban Sturm
Urban Sturm (auch: Stürmer, Stormer, Sturmius; * um 1523 in Marienburg; † Spätsommer 1565 in Königsberg in Preußen) war ein deutscher Dichter, Rhetoriker und Musiker.

## Leben
Sturm war vermutlich ein Sohn des Marienburger Bürgermeisters Urban Stürmer (1522–1542). Sturm hatte an der Universität Straßburg studiert und sein Studium im Oktober 1542 an der Universität Wittenberg fortgesetzt. In Wittenberg hatte er am 1. September 1545 den akademischen Grad eines Magisters der Philosophischen Wissenschaften erworben. 1550 war er als Direktor der Johannisschule in Thorn, wo er gegenüber dem Bischof Stanislaus Hosius seinen evangelischen Glauben bekannte und deswegen 1552 vertrieben wurde.
Er ging nach Königsberg, wo er bis 1555 als Leiter des dortigen Pädagogiums wirkte. 1555 erfolgte seine Berufung als Professor der Rhetorik an der Universität Königsberg. Diese Aufgabe wechselte er 1557 mit der Professur der Dichtkunst und war in jenem Jahr Rektor der Alma Mater. 1559 trat er von seiner Hochschullehrertätigkeit zurück. Er wurde Hofkapellmeister und Kantor der Kapelle des Herzogs Albrecht von Preußen. Von Sturm stammen die Lieder „In harter Klag führ ich mein Zeit“ und „Es traur, was trauren soll“.